# Gummistropp

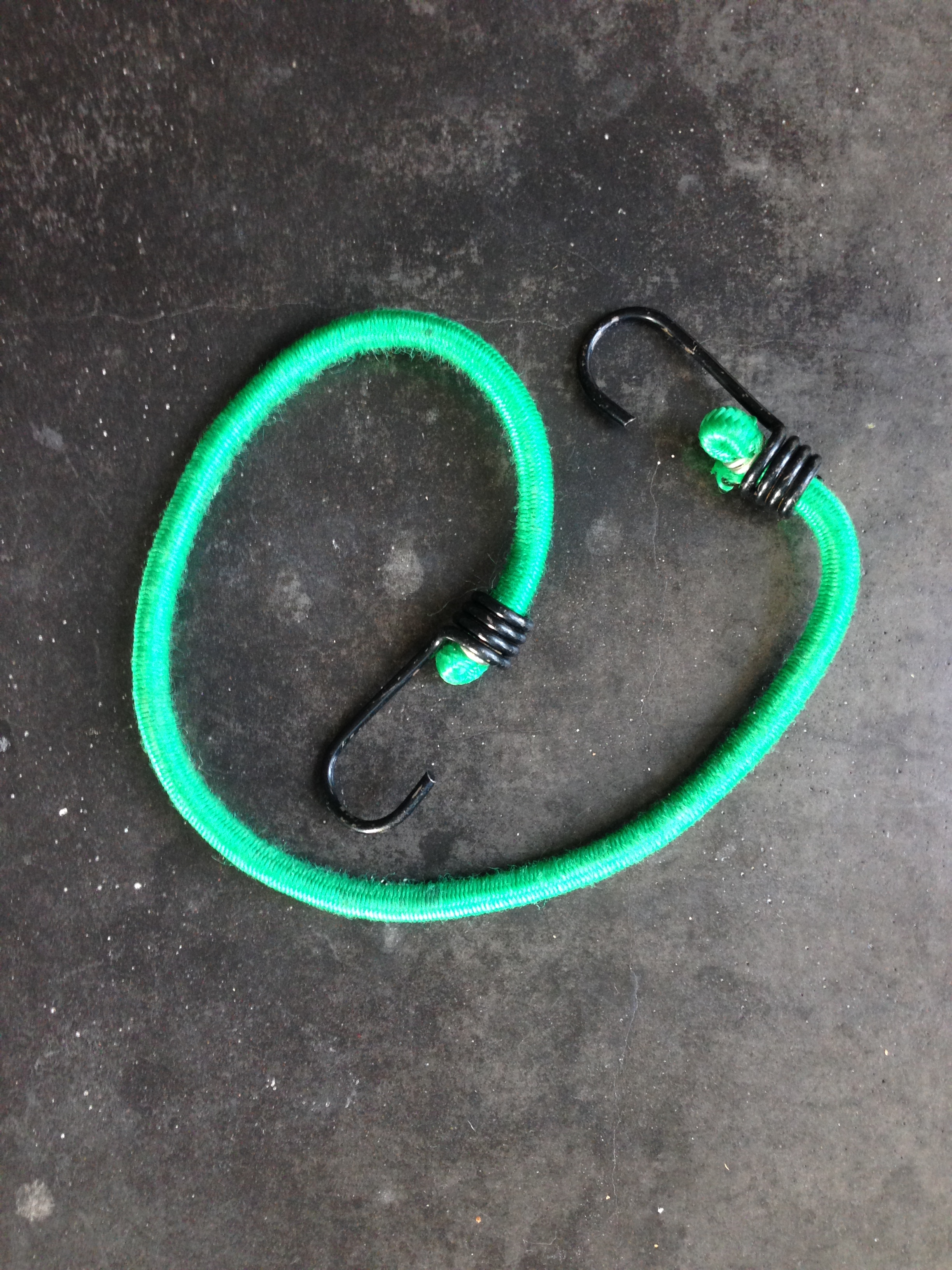
Gummistropp med krok

En gummistropp är en elastisk lina som vanligtvis har en krok, ögla eller spänne av något slag.

## Användning
Gummistroppar används för att fästa saker, exempelvis en cykel på en cykelhållare på en bil eller en presenning över en båt.

## Konstruktion
Gummistroppar produceras vanligtvis av naturgummi eller EPDM-gummi. En gummistropp i naturgummi är väldigt elastisk och vanligen billigast. En EPDM-stropp är mer hållbar mot väder och vind men är lite dyrare.